# Мансур, Шадия
Шадия Мансур (родилась в 1985 году), известная под прозвищем Первая леди арабского хип-хопа — рэпер из Лондона (Англия) палестинского происхождения. Большое количество её песен посвящены ближневосточной политике.

## Биография
Родители Шадии — палестианские христиане родом из Хайфы и Назарета. Мансур родилась в 1985 году в Лондоне. Лето она часто проводила у своих родственников в Хайфе и Назарете, в том числе и у Джулиано Мер-Хамиса, который приходится ей двоюродным братом. Под влиянием таких арабских исполнителей, как Файруз, Умм Кульсум, Мохаммед Абдель Вахаб, Шадия начала заниматься пением и стала известна в палестинской общине Лондона как ребёнок, поющий на темы палестинского протеста.

## Карьера
В 2003 году Шадия стала читать рэп и получила признание на Ближнем Востоке, в Европе и США за её собственные песни и сотрудничество с другими исполнителями. Она часто появляется в традиционной арабской одежде и называет своё творчество частью «музыкальной интифады», выступающей против оккупации Палестины, консерватизма и положения женщин. Её первый сингл «Al Kufiya Arabiya (арабская куфия)» подчёркивает роль куфии как символа арабского национализма.
В 2015 году была выпущена песня болгарской поп-фолк певицы Гергана «Твоите думи», но видеоклип на неё был удален из-за обвинений её в плагиате. Выяснялось, что эта песня является плагиатом песни «Kollon 3endon Dababaat» самой Шадии.